# Roland Dowlen
Pour les articles homonymes, voir Dowlen.
Roland Dowlen (1907-1945) fut, pendant la Seconde Guerre mondiale, un agent du Special Operations Executive, section F (française).

## Identités
- État civil : Robert Roland Dowlen
- Comme agent du SOE, section F :
  - Nom de guerre (field name) : « Achille »[1]
  - Nom de code opérationnel : CHANDLER (en français MARCHAND DE COULEURS)
  - Autre pseudo : Richard

Parcours militaire : SOE, section F ; grade : lieutenant ; general List ; matricule : 241045.
Pour accéder à une photographie de Roland Dowlen, se reporter au paragraphe Sources et liens externes en fin d'article.

## Éléments biographiques
Roland Dowlen naît le 12 octobre 1907, en Italie. Résidence : Londres W. Emploi : Royal Bank of Canada, Londres (10 ans)
Il est enrôlé le 24 septembre 1941 dans le Royal Army Service Corps.
Amené par avion dans la nuit du 17 au 18 mars 1943 pour être l'opérateur radio du réseau CHESTNUT de William Grover-Williams « Sébastien ». Celui-ci le met en rapport avec Thérèse Lethias, qui exploite une ferme près de Pontoise (La Haute Borne, à Pierrelaye) et lui procure une maison près de sa ferme, où il peut habiter et installer son équipement radio pour émettre. Le premier message est transmis le 17 avril 1943. Pendant les trois mois qui suivent, quatre parachutages d'armes sont ainsi organisés sur le terrain choisi, situé dans la forêt de Rambouillet. Le 31 juillet 1943, la Gestapo arrête Roland Dowlen en train d'opérer à son poste après que l'Abwehr l'a repéré en employant un camion de détection radiogoniométrique. Robert Benoist, qui doit le rencontrer le jour même, est prévenu par Thérèse Lethias et échappe ainsi au même sort. En revanche, le chef de réseau, William Grover-Williams, est arrêté le surlendemain. Les Allemands récupèrent le poste radio et l'utilisent pour leur Jeu radio.
Déporté, Roland Dowlen est exécuté en captivité à Flossenbürg, le 29 mars 1945.

## Reconnaissance

### Distinctions
- Royaume-Uni : Mentioned in Despatches.

### Monuments
- En tant qu'un des 104 agents de la section F morts pour la France, Roland Dowlen est honoré au mémorial de Valençay, Indre, France.
- Brookwood Memorial, Surrey, panneau 22, colonne 1.
- Musée du camp de Flossenbürg : une plaque, inaugurée le 22 juillet 2007, rend hommage à Roland Dowlen parmi quinze agents du SOE exécutés.